# Program Fobos

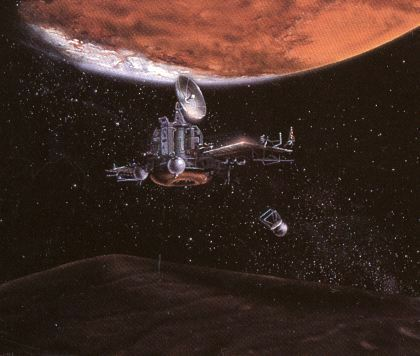
Kresba sondy Fobos

Program Fobos (rusky Программа Фобос, v západních pramenech přepisováno Phobos) bylo označení série dvou automatických planetárních sond určených k průzkumu planety Marsu a jejího měsíce Phobosu, po němž byl celý program pojmenován.

## Úkoly programu
Hlavními úkoly těchto sond bylo:
- zkoumat meziplanetární prostředí;
- pozorovat Slunce;
- studovat chování plazmatu v okolí planety Mars;
- zkoumat povrch a atmosféru planety Mars;
- zkoumat chemické, mechanické a magnetické vlastnosti povrchu měsíce Phobos.

Na projektu Fobos se podílela řada zahraničních vědeckých institucí, včetně československých.

## Průběh programu
Sondy byly vypuštěny z kosmodromu Bajkonur v červenci 1988 a měly dorazit ke svému cíli koncem ledna 1989. V důsledku chyby operátora byla na sondu Fobos 1 ještě během letu meziplanetárním prostorem v srpnu 1988 vyslána chybná povelová sekvence, která způsobila, že se zcela vypojil řídicí systém sondy a pozemní řídicí středisko s ní ztratilo spojení, které se již nepodařilo obnovit. Druhá sonda, Fobos 2, byla 29. ledna 1989 úspěšně navedena na oběžnou dráhu kolem Marsu. V průběhu dalšího letu sonda zkoumala z oběžné dráhy povrch a atmosféru planety a postupně se přibližovala k měsíci Phobos, ale ještě před jeho dosažením bylo s ní také ztraceno spojení.

## Další plány
V plánu je vypuštění ruské sondy Fobos Grunt (Фобос-Грунт), která by měla na měsíci Phobos přistát, odebrat vzorky půdy z jeho povrchu a dopravit je k analýze zpět na Zemi.
Rusko plánuje uzavřít kontrakt s Čínou. Dohoda spočívá v tom, že společně s ruskou sondou poletí k Marsu i čínská sonda Yinghuo-1. Start se plánuje na rok 2011